# 范德 (北卡羅萊納州)
范德（英語：Vander）是位於美國北卡羅萊納州坎伯蘭縣的普查規定居民點。

## 人口
根據2020年美國人口普查的數據，范德的面積為9.63平方千米，當中陸地面積為9.61平方千米，而水域面積為0.02平方千米。當地共有人口1388人，而人口密度為每平方千米144.13人。